# Palazzo Zauli-Naldi

Fassade des Palazzo Zauli-Naldi in Faenza

Der Palazzo Zauli-Naldi ist ein Barockpalast aus dem 17. Jahrhundert in Faenza in der italienischen Region Emilia-Romagna. Er liegt am Corso Matteotti 2 und gehört heute noch der Familie Zauli-Naldi.

## Geschichte
An der Stelle des heutigen Palastes gab es bereits ein Haus von Astorgio Manfredi aus dem Jahre 1468. Dieses kaufte die Familie Naldi am 7. Juni 1586 (Dies ist, ebenso wie die folgenden, detaillierten Fakten über die anschließend in dem Gebäude durchgeführten Arbeiten, dem von der Familie sorgfältig geführten Libro Mastro zu entnehmen). 1629 ließ man das heutige Gebäude mit Vorhalle errichten, das den Namen „Palazzo Naldi di Piazza“ erhielt, während man die Vorhalle mit „della Pagnocca“ (it.: pane = dt.: Brot) betitelte, weil dort jeden Samstag Brot an die Armen verteilt wurde. Um die Mitte des 18. Jahrhunderts gab es bedeutende Veränderungen im Inneren, die der heutigen Treppe Leben einhauchten. Um die Mitte des 19. Jahrhunderts fanden Eingriffe sowohl im Inneren als auch an der Frontfassade des Palastes statt, im Laufe derer Mal- und Dekorationsarbeiten unter der Leitung von Antonio Berti durchgeführt wurden.

## Beschreibung
An der Treppe, die in das erste Obergeschoss führt, kann man heute noch die Stuckrahmen zweier vorher vorhandener Portale und das große Familienwappen mit allen Hauptzweigen der Familie sehen. Die Balustrade der Treppe, die von Gianbattista Boschi entworfen wurde, wurde in Meldola gefertigt und von dort nach Faenza gebracht. Zum ersten Obergeschoss gibt es zwei Zugänge: Man kann von der Seite der Porta Montanara eintreten und gelangt dann zu fünf Räumen, von denen vier bemalt sind. Der andere Eingang führt vor der Piazza del Popolo und entlang der Via Torricelli und führt zu den Wohnräumen und zu einer alten, engen Wendeltreppe. Dort findet sich auch ein wertvolles Wappen der Familie Zauli-Naldi in Stuck.
Die nachfolgenden Arbeiten, die von Graf Domenico Zauli-Naldi ab 1876 beauftragt wurden, umfassten sowohl Eingriffe außen, an der Frontfassade des Palastes, als auch in den Innenräumen. Darunter fielen die Fresken von Antonio Berti (1830–1912), der bereits seit Langem Dozent an der Kunstschule von Faenza war und sich um die Halbgewölbedecke kümmerte, auf der Verzierungen mit dem Bild der Glück verheißenden Tauben, die vor zwei Putten fliehen, auf die Heirat des Grafen Giacomo Zauli-Naldi mit Faustina Magnaguti Rondinini im Jahre 1885 anspielen.
Weitere Fresken von Berti im Palast beziehen sich auf die Barockkunst des 17. Jahrhunderts, eine Anomalie gegenüber dem klassizistischen Geschmack, der in Faenza noch sehr in Mode war. Von Berti sind auch verschiedene Vorbereitungszeichnungen erhalten, deren Akten in der Nationalpinakothek von Faenza aufbewahrt werden. Dazu gehört der glänzende Entwurf des Mittelteils der Decke im Salon, in dem das natürliche Volumen der Bewegung der Figuren besser eingefangen ist als im eigentlichen Fresko.

## Familie
Ein Familienzweig der Naldis, die im Gefolge von Otto III. 906 aus Ungarn kamen, ließen sich 1296 in Faenza nieder und nahmen den Namen „Naldi di Tosuccio“ an. 1495 standen Dionigi und Vincenzo Naldi an der Spitze der Männer des Val d’Amone und versuchten, Astorgio III. Manfredi zu jagen und verbündeten sich mit Valentino zur Belagerung von Faenza und danach mit der Republik Venedig.
Anfang des 16. Jahrhunderts nahm Dionigi Naldi vermutlich seine Wohnung in dem Palast, der an Nr. 2 des heutigen Corso Matteotti lag, und wurde so zum Stammvater der Naldi di Piazza. Im Laufe des 17. Jahrhunderts kämpften die Naldis um die Vorherrschaft in der Stadt untereinander und mit den Calderonis. Diese Kämpfe wurden 1657 durch die Mediation des Bischofs und Kardinals Rossetti und durch das Einschreiten der Fürsten unterbrochen, darunter des Großfürsten der Toskana, einem Freund der Naldis.
Der Familienzweig der Naldi di Piazza starb 1779 mit dem Tod der Gräfin Maria aus, während ihr Gatte, der Graf Francesco Antonio Zauli, die beiden Nachnamen zu „Zauli-Naldi“ vereinigte. Ende des 18. und Anfang des 19. Jahrhunderts gab es in Faenza viele weitere Verzweigungen der Familie Naldi, jedoch ohne feste verwandtschaftliche Bindung untereinander.
Deshalb konnte Graf Cesare, der 1827 als „patriciae stirpis suae postremus“ (dt.: der letzte seines Patriziergeschlechtes) verstarb, wie auf der Tafel zur Erinnerung an seine großzügige Geste steht, den Jesuiten sein bedeutendes Erbe zum Bau und Erhalt dessen hinterlassen, was das Liceo Classico di Faenza war und immer noch ist.
Weitere zwei Familienmitglieder, die Brüder Dionigi und Luigi, hatten von Todes wegen bedeutende Kunst- und geschichtliche Sammlungen den drei größten Kulturinstitutionen der Stadt hinterlassen: Dem Museo internazionale delle ceramiche in Faenza (dt.: Keramikmuseum), der Pinacoteca comunale di Faenza (dt.: Städtische Pinakothek) und der Biblioteca Manfrediana di Faenza (dt.: Städtische Bücherei), die so auch das Familienarchiv der Naldis und die anderer Familien, die mit den Naldis verwandtschaftlich verbunden waren, erhielt.
Der Zauli-Naldi-Fonds in der Biblioteca Manfrediana enthält:
- die alte Bibliothek der Familie Zauli-Naldi, deren Anfänge Mons. Domenico Zauli (1637–1722) geschuldet sind, nach Themen gegliedert, enthält 7530 gedruckte Bände (hauptsächlich juristische Texte) und Manuskripte aus dem 15.–19. Jahrhundert, sowie 2776 Broschüren;
- die Bibliothek des Grafen Dionigi Zauli-Naldi (1891–1960), die aus etwa 1000 Bänden moderner und zeitgenössischer Literatur mit wertvollen, handsignierten Widmungen der jeweiligen Autoren besteht;
- die Bibliothek des Grafen Luigi Zauli-Naldi (1894–1965), bestehend aus über 3000 gedruckten Bänden und alten und modernen Manuskripten, hauptsächlich aus Faenza;
- das Familienarchiv der Zauli-Naldis, gesammelt in 260 Ordnern, betreffend die Familie Zauli-Naldi und weitere Familien aus Faenza und aus der Romagna, die mit diesen verwandtschaftlich oder durch Erbe verbunden waren oder sind.

## Bildergalerie

Eingangstor
Detail am Tor
Ecke zur Via Torricelli
Fassade